# Un bon embolic
Un bon embolic (títol original: Fathers' Day) és una comèdia americana dirigida per Ivan Reitman, sortida l'any 1997. Es tracta d'un remake del film francès Les Compères de Francis Veber estrenat l'any 1983. Ha estat doblada al català.

## Argument
Jack Lawrence és un prestigiós advocat de Los Angeles. Té una bona feina, una esposa encantadora, una casa agradable i un cotxe envejable. Dale, en canvi, és un aspirant a escriptor que porta amb prou feines una existència precària a San Francisco, és un manat de nervis a punt d'esclatar. No obstant això, des de l'aparició d'una expromesa, que els explica a cadascun d'ells que podria ser el pare del seu fill adolescent que s'ha escapolit, les seves vides es creuaran i junts buscaran a aquest fill que cadascun d'ells creu que podria ser seu.

## Repartiment
- Robin Williams: Dale Putley
- Billy Crystal: Jack Lawrence
- Julia Louis-Dreyfus: Carrie Lawrence
- Nastassja Kinski : Collette Andrews
- Mel Gibson: Scotty, el perforador professional (no surt als crèdits)
- Bruce Greenwood: Bob Andrews
- Charlie Hofheimer: Scott Andrews
- Dennis Burkley: Calvin el camioner
- Haylie Johnson: Nikki Trainor
- Charles Rocket: Russ Trainor
- Patti De Arbanville: Shirley Trainor
- Jared Harris: Lee
- Harry E. Northup: Policia a la presó de Reno

## Rebuda
- Premis 1997: Nominada als Premis Razzie: Pitjor actriu secundària (Julia Louis-Dreyfus)
- Crítica
  - "L'arrencada i alguns gags són originals però la trama és absurda."[3]
  - "Encara que Reitman va comptar amb dos dels còmics més populars del cinema de Hollywood, el film no és més que el típic remake del previ èxit francès."[4]